# Лаверан (лунный кратер)
Кратер Лаверан (лат. Laveran) — небольшой ударный кратер в области южного полюса на обратной стороне Луны. Название присвоено в честь французского физиолога Шарля Луи Альфонса Лаверана (1845—1922) и утверждено Международным астрономическим союзом 22.01.2009. 

## Описание кратера
Ближайшими соседями кратера Лаверан являются кратер Брауде на западе; кратер Де Форест на севере; кратер Ашбрук на востоке; кратер Кун на юге-юго-востоке и кратер Вихерт на юге-юго-западе . Селенографические координаты центра кратера 81°48′ ю. ш. 159°47′ з. д. / 81,8° ю. ш. 159,78° з. д., диаметр 12,5 км, глубина 2 км.
Кратер Лаверан имеет циркулярную форму и практически не подвергся разрушению. Вал с острой четко очерченной кромкой, внутренний склон вала гладкий, с высоким альбедо. Высота вала над окружающей местностью достигает 470 м, объем кратера составляет приблизительно 80 км³. Дно чаши в силу близости к южному полюсу практически все время находится в тени.

## Сателлитные кратеры
Отсутствуют.

## См.также
- Список кратеров на Луне
- Лунный кратер
- Морфологический каталог кратеров Луны
- Планетная номенклатура
- Селенография
- Минералогия Луны
- Геология Луны
- Поздняя тяжёлая бомбардировка